# Meerfelder Maar

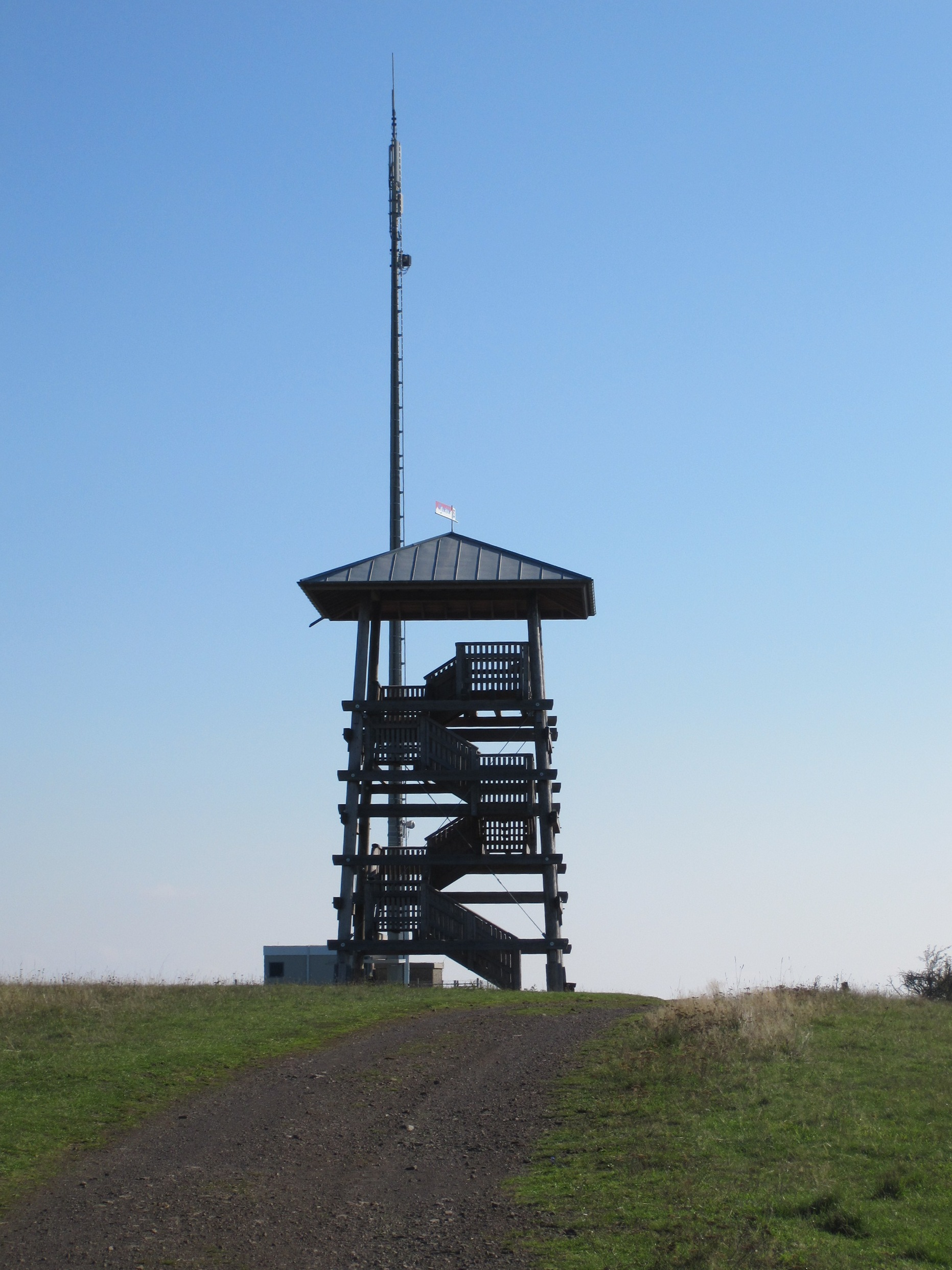
Aussichtsturm „Landesblick“

Das Meerfelder Maar ist ein Maar am Dorf Meerfeld unweit der Stadt Manderscheid in der Eifel im rheinland-pfälzischen Landkreis Bernkastel-Wittlich. Seit 1986 ist das Maar mit den wechselfeuchten Rändern sowie dem Laubwaldbestand im Maarkessel ein Naturschutzgebiet.

## Entstehung
Das Maar hat ein Mindestalter von 30.000 Jahren und dürfte nach neuesten Erkenntnissen wahrscheinlich sogar 40.000 Jahre alt sein. 1978 wurden die Seeablagerungen untersucht, um das genaue Alter festzustellen. Bis heute sind zahlreiche Bohrungen im Meerfelder Maar durchgeführt worden.
Es entstand durch eine gewaltige unterirdische phreatomagmatische Explosion, die ausgelöst wird, wenn heißes Magma beim Aufsteigen auf eine wasserreiche Gesteinsschicht trifft. Durch das explosionsartig verdampfende Wasser werden die umliegenden Gesteine zertrümmert und teilweise nach oben geschleudert. Der entstandene Hohlraum füllt sich wieder mit Gestein und an der Oberfläche entsteht ein Einbruchstrichter. Die Magmakammer, aus der das Magma aufstieg, liegt etwa 2000 bis 6000 m unter dem Meerfelder Maar.

## Aufbau
Der Gesamtkrater hat eine Ausdehnung von 1400 m in Ost-West sowie 1200 m in Nord-Süd und ist circa 125 ha groß. Er zählt somit zu den großen Maaren in der Eifel. Die höchste Kraterranderhebung liegt an der Nordseite bei 515,9 m ü. NHN, an der sich auch der Landesblick, ein 12 m hoher hölzerner Aussichtsturm befindet. Die Hälfte des Maarkessels wird heute vom Maarsee eingenommen. Das Dorf Meerfeld liegt am südlichen Rand des Kessels noch innerhalb der durch den Ausbruch erzeugten Hohlform.

## Maarsee
Das Maar füllte sich im Laufe der Zeit mit Wasser und ließ so den heutigen Maarsee entstehen, dessen größte Wassertiefe bei 17 m liegt. Er ist 780 m lang (W–O) und 490 m breit (N–S), die Wasseroberfläche des Maarsees liegt auf 336,6 m ü. NHN.
In den Jahren 1877 bis 1880 wurde der Wasserspiegel des Sees künstlich abgesenkt, um Wiesen und Weidefläche zu schaffen. Die Kosten von 12.000 Goldmark übernahm der Staat und die Provinz, wofür die Gemeinde Meerfeld 1890 zum Dank eine Gedenksäule aufstellte.
Seit Beginn des 20. Jahrhunderts befand sich der Maarsee in einem überdüngten (polytrophen) Zustand. Bis 1984 wurde das Wasser während der Sommermonate sehr trüb und wies eine gelb-braune Färbung auf, die von einer Blaualge herrührte. Im Jahr 1982 wurde deshalb das Meerfelder Maar mit einer Tiefenentwässerung saniert.
Der See selbst ist von einer zunehmenden Verlandung gekennzeichnet. Dies spiegelt sich auch in der Vegetation wider. In den Uferbereichen sind weite Flächen mit wasserliebenden Pflanzen wie Rohrkolben, Schilf, Seebinse, Seerosen, Schierling und gelben Schwertlilien bewachsen. Im Maarsee gibt es ungefähr 15 Fischarten. Einen Angelschein gibt es in allen Gaststätten der Gemeinde.